# Centris dorsata
Centris dorsata är en biart som beskrevs av Amédée Louis Michel Lepeletier 1841. Centris dorsata ingår i släktet Centris och familjen långtungebin. Inga underarter finns listade.